# Другой возлюбленный
«Другой возлюбленный» (англ. The Other Lover) — американская мелодрама 1985 года режиссёра Роберта Эллиса Миллера. В главных ролях — Линдси Вагнер, Джек Скалия и Макс Гэйл.
Премьера состоялась 24 сентября 1985 года в США.

## Сюжет
Джек Холландер (Джек Скалия) писатель-романист, готовящийся выпускать свою новую книгу. Вопрос в том, что некоторые считают, что его сюжет разбавлен нотками мягкого, лёгкого порно. Он обращается к директору по маркетингу Клэр Филдинг (Линдси Вагнер) в надежде узнать, каковы объёмы этих эротических мотивов, и какое в целом действие они возымеют на издание книги. Клэр признаётся, что не читала книгу, но допускает, что это увеличит рейтинги продаж.
Несмотря на их разные мнения, они притягиваются друг к другу и начинают запретные отношения. Проблема запрета для Клэр заключается в том, что она уже состоит в браке с Питером (Джон Беннет Перри), у них двое дочерей-подростков, Мэгги (Джейм Лин Харт) и Элсон (Шеннен Доэрти). Женщина разрывается между двумя любящими мужчинами. С Питером она имеет довольно счастливый и прочный брак, они по большей части живут заботами о детях и оплате вовремя счетов. Ей не хватает романтики, которую может подарить Джек. Если она выберет Джека, то виток новой страсти и молодости ей гарантирован…

## В ролях
- Линдси Вагнер — Клэр Филдинг
- Джек Скалия — Джек Холландер
- Макс Гэйл — Сэл
- Милли Перкинс — Кейт
- Джон Беннет Перри — Питер Филдинг
- Шэннен Доэрти — Олсон Филдинг
- Джейм Лин Харт — Мэгги Филдинг
- Алекс Доннелли — Лиза
- Сэндс Холл — Дженни

## Интересные факты
- Роберт Эллис Миллер — известный американский режиссёр, снимавших много популярных сериалов 1970—1980-х годов
- Джудит Паркер, написавшая сценарий, работала над созданием сериала «Закон Лос-Анджелеса»
- Производством фильма занимались студии Columbia Pictures и продюсерская компания Larry A. Thompson Productions[1]
- Фильм поставлен по одноимённому рассказу Ларри А. Томпсона, который также выступил сценаристом

## Критика и отзывы
Фильм получил в основном положительные отзывы. Сайт Rotten Tomatoes сообщил, что 70 % критиков дали фильму положительные голоса на основе 128 отзыва. В итоге фильм получил средний рейтинг 3,9 из 5.

## Премьера
Премьера состоялась 24 сентября 1985 года на одном из американских телеканалов. В прокат картина не выходила.